# Isole Delarof
Le isole Delarof (Niiĝuĝin tanangis in aleutino) sono un piccolo gruppo di isole all'estremo ovest delle Andreanof di cui fanno parte. Si trovano a sud-ovest dell'Alaska (USA) e sono comprese nelle isole Aleutine. 
Si compongono di 11 isole: 
- Amatignak
- Gareloi
- Ilak
- Kavalga
- Ogliuga
- Skagul
- Isole Tag
- Tanadak
- Ugidak
- Ulak
- Unalga

Queste isole sono separate dal resto delle Andreanof dallo stretto di Tanaga a est, mentre lo stretto di Amchitka le separa, ad ovest, dalle isole Amchitka e Semisopochnoi che fanno parte delle Rat. Tutte queste isole sono gestite dall'Aleutian Islands Unit dell'Alaska Maritime National Wildlife Refuge.

## Storia
Le isole Delarof hanno ricevuto il loro nome nel 1836 dal capitano Fëdor Petrovič Litke della Marina Imperiale Russa in onore di Evstratij Ivanovič Delarov, un amministratore coloniale, commerciante ed esploratore di origine greca, a capo (dal 1787 al 1791) della Compagnia Šelihov-Golikov (che sarebbe poi diventata la Compagnia Russo-Americana).